# VET Repository
Das VET Repository (engl. Vocational Education and Training Repository, dt. Volltextdatenbank für die Berufsbildung) ist ein vom Bundesinstitut für Berufsbildung (BIBB) in Bonn betriebenes Fachrepositorium.

## Ziel
Das VET Repository ist das zentrale Recherche- und Publikationsinstrument für Berufsbildungsliteratur im deutschsprachigen Raum. Es weist systematisch die deutschsprachige Fachliteratur zu allen Aspekten der Berufsbildung und Berufsbildungsforschung ab dem Erscheinungsjahr 1988 nach. Ziel des VET Repository ist es, möglichst viele Texte für die Berufliche Bildung open access zugänglich zu machen. Dadurch erhalten alle Nutzer direkten Zugriff auf Volltexte wissenschaftlicher Fachliteratur.

## Inhalt
Den Kernbestandteil des VET Repository bildet die bisherige Literaturdatenbank Berufliche Bildung (LDBB), die 2019 in das VET Repository überführt wurde. Neben reinen Literaturnachweisen findet sich im VET Repository ein stetig wachsender Bestand an Open-Access-Veröffentlichungen. Im VET Repository sind über 67.000 Literaturnachweise verzeichnet. Davon sind rund 18.000 mit den entsprechenden Volltexten verlinkt oder direkt im VET Repository gespeichert.
Über die Literatursuche kann neben dem Bestand des VET Repository auch der Bestand der Bibliothek des BIBB durchsucht werden.

## Themenschwerpunkte
Um die Auffindbarkeit und die Zugänglichkeit der Berufsbildungsliteratur zu erhöhen, werden im VET Repository neben Monografien schwerpunktmäßig Aufsätze aus Zeitschriften und Sammelbänden der Berufsbildungsforschung fachlich ausgewählt und inhaltlich erschlossen. Dabei liegt der Fokus auf den folgenden Themenbereichen:
- Duales System, Berufsbildungssystem
- Ausbildungsstellenmarkt und Beschäftigungssystem
- Berufs- und Qualifikationsforschung
- Sozialwissenschaftliche und ökonomische Grundlagen der Berufsbildung
- Gestaltung und Ordnung der beruflichen Aus- und Weiterbildung
- Betriebliches und schulisches Lernen, Bildungspersonal, Auszubildende
- Digitalisierung in der Berufsbildung, Industrie 4.0
- Internationale Berufsbildung, internationale Zusammenarbeit in der Berufsbildung
- Übergänge, Bildungsverhalten und -verläufe.

## Contentakquise-Strategie
Das VET Repository soll kontinuierlich weiterwachsen. Damit dies gelingt, bedarf es verschiedener Maßnahmen zur Einwerbung neuer Volltexte. Die Grundlage hierfür bietet eine Contentakquise-Strategie. Durch Kontakt und Verhandlungen mit verschiedenen Akteuren und Instituten des wissenschaftlichen Publikationsmarktes der Berufsbildungsforschung soll der Open-Access-Anteil an Veröffentlichungen wachsen. Um diesem Ziel näher zu kommen, wurden verschiedene Maßnahmen bereits teilweise umgesetzt. Die fünf Säulen der Contentakquise-Strategie sind:
- Eigenveröffentlichungen in Herausgeberschaft des BIBB,
- Ausbau des VET Repository als Veröffentlichungsplattform,
- Verhandlungen mit Verlagen,
- Kooperationen,
- Beteiligung an Open-Access-Initiativen.

## Veröffentlichungsmöglichkeiten
Das VET Repository bietet Autorinnen und Autoren die Möglichkeit der Erst- und Zweitveröffentlichung. Bei Erstveröffentlichungen handelt es sich um Fachveröffentlichungen, die einer breiteren Öffentlichkeit noch nicht bekannt gegeben wurden. Bei Zweitveröffentlichungen handelt es sich um eine erneute Publikation von bereits in einem Verlag oder über eine Institution veröffentlichten Texten. Auf Grundlage des Zweitveröffentlichungsrechts haben Autorinnen und Autoren ein Recht zur Weiterverwertung ihrer Veröffentlichungen. Durch die Regelungen in § 38 Abs. 4 des Urheberrechtsgesetzes (UrhG) kann das Zweitveröffentlichungsrecht seit dem 1. Januar 2014 für periodisch erscheinende Artikel wahrgenommen werden. Voraussetzung dafür ist eine mindestens zur Hälfte mit öffentlichen Mitteln finanzierte Forschungstätigkeit. Ein weiteres wesentliches Ziel des VET Repository ist es, Nachwuchswissenschaftlerinnen und -wissenschaftler zu stärken. Daher können sie im Rahmen der Nachwuchsförderung ihre Qualifizierungsarbeiten über das VET Repository als Erst- oder Zweitveröffentlichung publizieren. Dies gilt für Bachelor- und Masterarbeiten sowie Dissertationen und Habilitationen. Erstveröffentlichungen über das VET Repository erhalten ein einheitliches Deckblatt sowie Impressum. Die Vergabe eines Uniform Resource Name (URN) sichert die Zitierfähigkeit dieser Veröffentlichungen. Im Rahmen des Pflichtexemplarrechts werden diese an die Deutsche Nationalbibliothek geliefert. Aus Kapazitätsgründen erfolgt bei den Erst- und Zweitveröffentlichungen kein Lektorat, Layout oder Satz.